# Фукуцу
Фукуцу (яп. 福津市 Фукуцу-си) — город в Японии, находящийся в префектуре Фукуока. Площадь города составляет 52,70 км², население — 57 907 человек (1 августа 2014), плотность населения — 1098,80 чел./км².

## Географическое положение
Город расположен на острове Кюсю в префектуре Фукуока региона Кюсю. С ним граничат города Мунаката, Кога, Миявака.

## Население
Население города составляет 57 907 человек (1 августа 2014), а плотность — 1098,80 чел./км². Изменение численности населения с 1980 по 2005 годы:
| 1980 | 42 131 чел. |  |
| 1985 | 47 504 чел. |  |
| 1990 | 49 573 чел. |  |
| 1995 | 54 144 чел. |  |
| 2000 | 55 778 чел. |  |
| 2005 | 55 677 чел. |  |